# خانة برق جديد (بناجوي الغربي)
خانة برق جدید (بالفارسية: خانه‌برق جدید) هي مستوطنة تقع في إيران في قسم بناجوي الغربي الريفي. يقدر عدد سكانها بـ 3,230 نسمة .